# Florencia Labat
María Florencia Labat (Buenos Aires, 6 de dezembro de 1971) é uma ex-tenista profissional argentina.

## Jogos Pan-Americanos

### Simples: 1 medalha (1 ouro)
| Posição | Ano  | Campeonato    | Oponentes   | Placar   |
| Ouro    | 1995 | Mar del Plata | Ann Grosman | 6–3, 6–3 |